# Lac Brochet
Lac Brochet är en sjö i Kanada.   Den ligger i provinsen Manitoba, i den centrala delen av landet, 2 300 km nordväst om huvudstaden Ottawa. Lac Brochet ligger 359 meter över havet. Arean är 300 kvadratkilometer. Den sträcker sig 38,9 kilometer i nord-sydlig riktning, och 35,5 kilometer i öst-västlig riktning.
Trakten runt Lac Brochet är nära nog obefolkad, med mindre än två invånare per kvadratkilometer.